# 黄巨俊
黄巨俊（1913年—1986年），原名黄聚俊，男，陕西清涧人，中华人民共和国政治人物，曾任内蒙古自治区政协副主席。